# Water Under the Bridge
A Water Under the Bridge Adele angol énekes-dalszerző dala a 25 című harmadik stúdióalbumáról. Adele a dalt a producerével, Greg Kurstinnel írta. A Columbia Records 2016. november 14-én adta ki a számot az album negyedik kislemezeként. A Water Under the Bridge egy közepes tempójú pop, soul és soft rock dal, melyet az 1980-as évek zenéje ihletett R&B hatásokkal, ezenkívül egy gospel kórust tartalmaz gitárok és a pergődobok mellett. A dal, amelyet a Simon Konecki jótékonysági szervezővel való kapcsolata inspirált – akivel Adele hét évig járt, majd 2018-ban feleségül ment hozzá – a megbocsátásról szól, és részletezi az udvarlás azon kritikus pontját, amikor az ember eldönti, hogy a partnere hajlandó-e a siker érdekében erőfeszítéseket tenni.
A zenei kritikusok dicsérték Adele énekesi teljesítményét, bár egyesek szerint túl zajos volt, és kritizálták a produkció néhány elemét. Izraelben, Lengyelországban, Belgiumban és Izlandon a Top 10-be került, Kanadában, Mexikóban és az Egyesült Királyságban pedig platina vagy annál magasabb minősítést kapott. Adele előadta az NBC Adele Live in New York City című különkiadásában és a The Tonight Show Starring Jimmy Fallon című műsorában, és felkerült az Adele Live 2016-os koncertkörútja és a Weekends with Adele rezidencia műsorának setlistjére is. 2021-ben ismét népszerű lett, amikor a TikTok-on egy mashupot készítettek belőle és Megan Thee Stallion Body című előadásáról a 2020-as American Music Awards-ról.

## Háttér

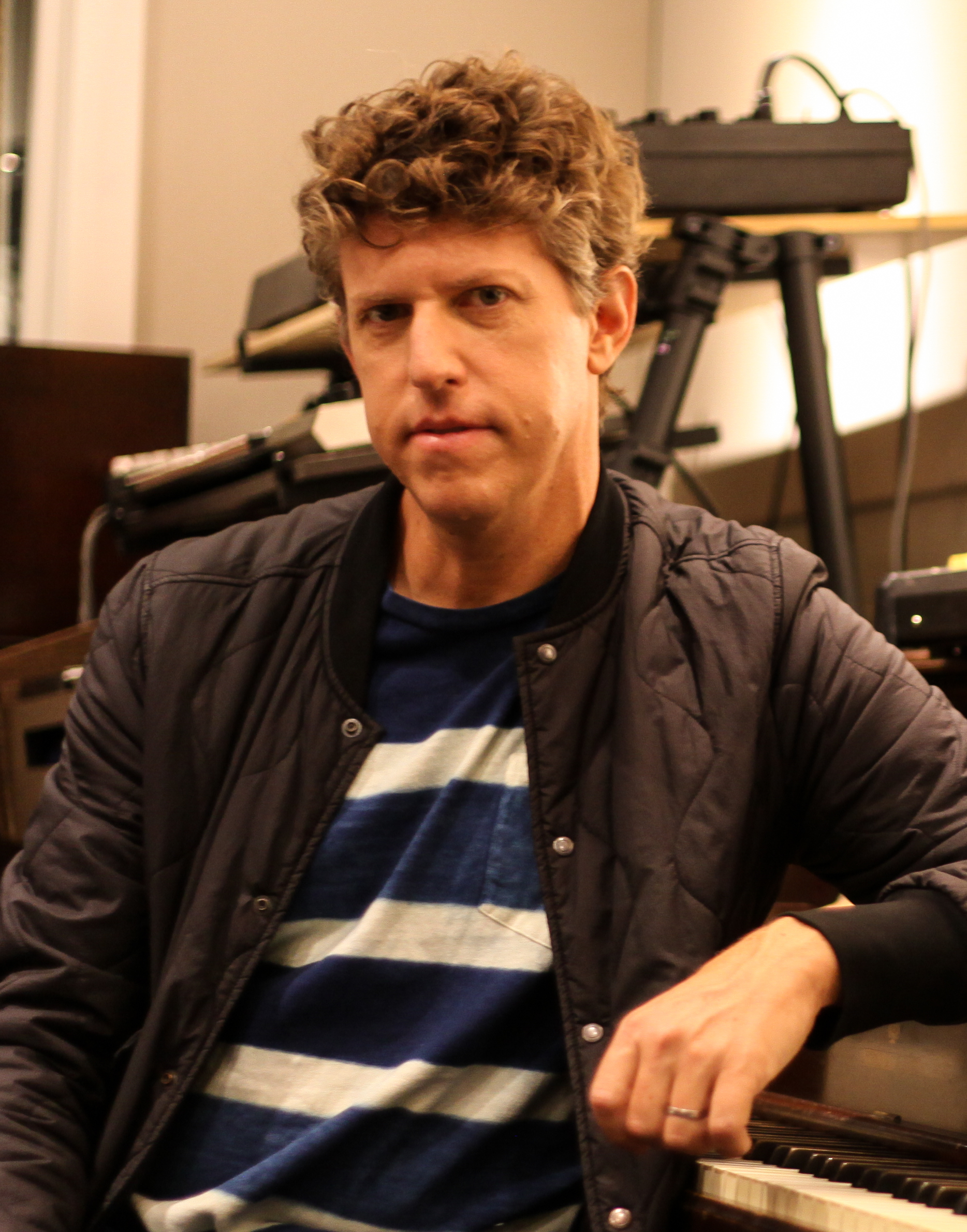
Greg Kurstin (a képen 2017-ben) volt a Water Under the Bridge producere és társszerzője

Adele 2013 februárjában jelentette be, hogy harmadik stúdióalbumával kapcsolatos megbeszéléseket tart. Az album kezdeti felvételi munkálatai eredménytelenek voltak, emlékezett vissza: „Úgy éreztem, hogy soha nem fogom befejezni ezt a lemezt. Hosszú folyamat volt. Sokszor fel akartam adni, mert nem tudtam megcsinálni. Azt hittem, kifogytam az ötletekből, és elvesztettem a képességemet, hogy dalt írjak”. Adele előrelépést ért el, amikor találkozott Greg Kurstin amerikai producerrel, akivel képes volt konstruktívan dolgozni, és „minden kiáradt belőle”. Megírták a Hello című dalt (2015), amely az album első kislemezeként jelent meg, és 36 országban első helyezést ért el, a videóklipje pedig megdöntötte a Vevo rekordját a legtöbb egynapos megtekintés tekintetében.
Kurstin két további dalt készített a 25 albumra (2015) – a Million Years Ago-t és a Water Under the Bridge-t. Ez utóbbit Adele és a jótékonysági szervező Simon Konecki kapcsolata ihlette, akivel hét évig járt, és 2018 májusában házasságot kötött – ezt a témát általában nem szívesen tárgyalja zenéjében. Kijelentette: „A Water Under the Bridge inkább olyan, mintha azt várnám, hogy szörnyű legyen, de nem hiszem, hogy az lesz, várom, hogy vége legyen a kapcsolatnak.” Adele úgy vélte, hogy bár korábbi kapcsolatai megingottak és kiégtek a legkisebb akadálynál is, a Koneckivel való köteléke miatt „szupererősnek” érezte magát, és kitartó volt: „Mindent leküzdve valójában ez tesz minket olyan naggyá és erőssé, és ez teszi a szerelmünket olyan mélyrehatóvá”.
Adele 2015. október 22-én jelentette be a 25 tracklistáját, amely a hatodik számként a Water Under the Bridge-t tartalmazta. A dal digitálisan letölthetővé vált a 2015. november 20-án megjelent albumról. Az XL Recordings a 25 negyedik kislemezeként adta ki az iTunes Store-ban, kislemezes borítóval. A Columbia Records 2016. november 14-én és 15-én küldte ki a Water Under the Bridge-t az Egyesült Államokban a felnőtt album alternatív és kortárs sláger rádióknak.

## Kompozíció és dalszöveg
A Water Under the Bridge négy perc hosszú. A dalt a londoni Metropolis stúdióban vették fel, a producere Kurstin volt, a hangmérnöki munkát pedig ő, Liam Nolan, Alex Pasco és Julian Burg végezte. Kurstin basszusgitáron, dobon, gitáron, zongorán és billentyűs hangszereken játszott. Tom Coyne és Randy Merrill a New York-i Sterling Sound Studiosban végezte a maszterelést, Serban Ghenea és John Hanes pedig a Virginia Beach-i MixStar Studiosban a keverést.
A Water Under the Bridge egy középtempós pop, soul és soft rock dal, melyben az 1980-as évek zenéjének és az R&B-nek a hatásai érződnek. A dal hangszerelése gitárokból és visszhangzó pergődobokból áll. Egy elektro-dobos ütemmel és egy trópusi, trip hop riffel nyit, amelyet egy dzsesszkezes dallam követ. Egy sor hangnemváltás után a háttérben lévő gospel kórus „végre beindul” a Water Under the Bridge csúcspontja felé a PopMatters Chris Gerardja szerint, amit Jon Dolan, a Rolling Stone munkatársa „gospeles extázisként” jellemzett. Sal Cinquemani a Slant Magazine-tól a dal néhány vokálját „elmerült üvöltésnek” nevezte, Gerard pedig azt állította, hogy „digitálisan átdolgozták”.
A Water Under the Bridge lírai témája a megbocsátás. A dal részletezi a bizonytalanságot és azt a döntő pontot egy kapcsolatban, amikor eldől, hogy a partner „benne van-e vagy sem”. Adele egy megromlott romantikus kapcsolatot próbál elhúzni benne, megígérve, hogy együtt akar maradni, de úgy érzi, hogy a férfi felelőtlensége eltávolítja egymástól. Azt kéri, hogy ha a férfi „cserbenhagyja őt”, akkor „finoman csinálja”. Egy másik megközelítésben Patricia Garcia, a Vogue munkatársa úgy értelmezte a Water Under the Bridge-t, mint egy dalt „egy össze nem illő kapcsolatról, amiről egyértelműen tudja, hogy véget kell vetnie”. Leonie Cooper az NME-től úgy írta le a dalt, mint egy „drámai naplóbejegyzést az exéhez”.

## A kritikusok értékelései
A Digital Spy munkatársa, Lewis Corner úgy vélte, hogy ez a dal rendelkezik a „legvagányabb dallammal”, amire Adele valaha is felvételt készített, és bár a produkció emlékeztetett Kurstin munkájára Katy Perry Prism (2013) című albumáról, Adele mégis megkülönböztette azt a szúrós szöveg és az énekhangja miatt. Andy Gill, a The Independent munkatársa úgy vélte, hogy a visszafogott stílus lehetővé tette Adele énekének csillogását. Cinquemani a Water Under the Bridge-t Jessie Ware munkásságához hasonlította, méltónak nevezte Adele erős és dinamikus hangjához. Tom Connick a DIY számára írt cikkében azt írta, hogy a dübörgő dobolás és a szökdécselős gitárszólamok feldobják a dalt, Neil McCormick, a The Telegraph munkatársa pedig úgy jellemezte, mint egy titokzatos és dübörgő „nagy produkciós drámát”. A Clash-től Gareth James úgy érezte, hogy bár behemót refrénje van, tökéletesen egyensúlyoz a monumentalitás és az ártalmatlanság között. Stephen Thomas Erlewine az AllMusic-tól úgy jellemezte a Water Under the Bridge-t, hogy „könyörög, hogy egy inspiráló életrajzi film zárójelenetében játsszák le”. Az Exclaim! számára író Sarah Murphy elégedett volt azzal, hogy Adele szakított a „zongora-pop formulával”, hogy „érdekesebb, groove-os mintákat” fedezzen fel a dalban. Sarah Rodman, a Boston Globe munkatársa úgy jellemezte, hogy „fülbemászó, csípőforgató”, amely a 25-hez hozzátette a szükséges „lendületet”.
A The New York Times azt írta, hogy Adele a legsúlyosabb fájdalmat is nagy tisztánlátással és nyugalommal ábrázolja a Water Under the Bridge című számban, és lehetne nyugodt is, ha Adele éneke kevésbé lenne hangos. Gerard a dalt a 25 „kevésbé sikeres számai” között tartotta számon, köszönhetően az ütemeknek és Adele rendkívül hangos énekének. Úgy vélte, hogy a dallama a korabeli poprádiós slágerekre hasonlít, de a „wall of sound” hangzást és a kórust „felkavaró konklúziónak” találta. Greg Kot, a Chicago Tribune munkatársa a Water Under the Bridge című számban a gospel kórust hiányosnak, a pergődobokat pedig idegesítőnek és ágyúlövésre emlékeztetőnek találta. Alexandra Pollard a Gigwise-tól lenyűgözőnek találta a dal ritmusát, de úgy vélte, hogy egy minimalista produkció illett volna hozzá. A Toronto Starnak írva Ben Rayner szintén a produkciót nevezte meg a szám negatívumaként. Will Hodgkinson a The Times-tól, valamint Johnnie Craig és Tony Clayton-Lea a Business Posttól kritizálták az 1980-as évekbeli hatásokat, az utóbbi páros úgy jellemezte, hogy „egy elfeledett 1980-as évekbeli funk B-oldal”.
A dal a 2020-as években Adele diszkográfiájának retrospektív rangsorain is megjelent. A Rolling Stone a Water Under the Bridge-t Adele 18. legjobb dalaként sorolta fel, Brittany Spanos pedig csalódottságának adott hangot, amiért „a pop mennyország eme szelete” nem lett hatalmas siker. Chuck Arnold a Billboardtól a 28. helyre helyezte a dalt a diszkográfiájának rangsorában, és megjegyezte, hogy bár ez „egy tökéletesen jó popdal”, és „Adele mindent, amihez hozzáér, felemel”, bármelyik kortársa felvehette volna a stúdióban. Alexis Petridis a The Guardiantól, aki a 34. helyre sorolta, hasonlóan vélekedett: „A Water Under the Bridge egy tökéletesen használható kis pop-soul dal, jó refrénnel és egy halvány trópusi house utalással, de kissé sablonosnak tűnik.”

## Kereskedelmi teljesítmény
A Water Under the Bridge a 39. helyet érte el a brit kislemezlistán, és platina minősítést kapott a Brit Hanglemezgyártók Szövetségétől. 2015. december 14-én a Billboard arról számolt be, hogy a dalból 104 000 letöltés kelt el az Egyesült Államokban, ami a harmadik legtöbb a 25 albumról, és a legtöbb a nem kislemezek között. Az amerikai Billboard Hot 100-as listán a 26. helyet érte el, és az Amerikai Hanglemezgyártók Szövetsége arany minősítést adott neki. A Water Under the Bridge a Canadian Hot 100-as listán a 37. helyen szerepelt, és háromszoros platina minősítést kapott a Music Canada-tól.
Ausztráliában a Water Under the Bridge a 23. helyen végzett, és az Australian Recording Industry Association arany minősítést adott neki. Új-Zélandon a dal a 15. helyig jutott, és a Recorded Music NZ arany minősítést adott neki. Máshol a Top 20-as listán belül, Izraelben az első helyen, Lengyelországban az ötödik helyen, Belgiumban és Izlandon a tizedik helyen, Szlovéniában a 14. helyen, Argentínában és Brazíliában a 16. helyen, Finnországban és Magyarországon pedig a 20. helyen szerepelt. A Water Under the Bridge Mexikóban platina minősítést kapott, Belgiumban, Dániában , Olaszországban pedig aranyat.

## Népszerűsítés és egyéb felhasználás
Adele a Water Under the Bridge című dalt először az NBC Adele Live in New York City című különkiadásában adta elő élőben, amelyet 2015. november 17-én rögzítettek a Radio City Music Hallban. A dalt november 23-án a The Tonight Show Starring Jimmy Fallon című műsorban adta elő újra. A Billboardnak írva Lars Brandle „magabiztos, első osztályú előadásnak” nevezte az előadást, Adelle Platon pedig úgy vélte, hogy „szívből énekelte”. Adele felvette az Adele Live 2016 című koncertkörútjának setlistjére, amelynek volt egy állomása a 2016-os Glastonbury Fesztiválon is.
Sarah Stone, a The Voice Australia hatodik évadának versenyzője 2017-ben a Water Under the Bridge feldolgozását énekelte. 2021. március 22-én Kelly Clarkson feldolgozta a dalt a The Kelly Clarkson Show-ban; Gil Kaufman, a Billboard munkatársa megjegyezte, hogy ez „pont az ’édes pontján’ volt”, és hibátlan módon vezette be a következő heti előadásokat, mivel a dal egy crescendo felé haladt, mielőtt egy emelkedő a cappella szegmenssel zárult.
2021 novemberében bejárta a világot egy tweet, amely a Water Under the Bridge és Megan Thee Stallion Body című előadásának (a 2020-as American Music Awards-ról) mashupját tartalmazta. A mashupot tartalmazó tánckihívás népszerűségre tett szert a TikTok-on, és a felhasználók megpróbálták újraalkotni a klip koreográfiáját, annak ellenére, hogy Adele aggályoskodott az alkalmazással kapcsolatban. Három hónappal később Megan kijelentette, hogy látta a klipet, és elárulta, hogy Adele az álomkollaborációja: „Ha Adele azt akarja, hogy jöjjek be a számba, legyek a táncos, akkor ott vagyok, itt vagyok érte”. Adele ezt a koreográfiát vette be műsorába, miközben 2022. július 1-jén és 2-án a British Summer Time koncertjein adta elő a dalt. Las Vegas-i rezidenciájának, a Weekends with Adele-nek a setlistjébe is beillesztette.

## Közreműködők
A közreműködők listája a 25 albumfüzete alapján.
- Greg Kurstin – producer, dalszerző, hangmérnök, basszus, dobok, gitár, zongora, billentyűsök
- Adele – dalszerző, vokál
- Tom Coyne – maszterelés
- Randy Merrill – maszterelés
- Serban Ghenea – hangkeverés
- John Hanes – hangkeverés
- Liam Nolan – hangmérnök
- Alex Pasco – hangmérnök
- Julian Burg – hangmérnök

## Helyezések
| Lista (2015–17)                         | Legjobb helyezés |
| --------------------------------------- | ---------------- |
| Argentína Anglo (Monitor Latino)        | 16               |
| Ausztrália (ARIA)                       | 23               |
| Ausztria (Ö3 Austria Top 40)            | 42               |
| Belgium (Ultratop 50 Flanders)          | 10               |
| Belgium (Ultratop 50 Wallonia)          | 25               |
| Brazília (Hot 100 Airplay)              | 26               |
| Brazília (Billboard Brasil Pop Airplay) | 16               |
| Kanada (Canadian Hot 100)               | 37               |
| Kanada AC (Billboard)                   | 2                |
| Kanada CHR/Top 40 (Billboard)           | 31               |
| Kanada Hot AC (Billboard)               | 3                |
| Csehország (Singles Digitál Top 100)    | 76               |
| Finnország (Latauslista)                | 20               |
| Franciaország (Single Top 100)          | 56               |
| Németország (Media Control Charts)      | 80               |
| Németország (Airplay Chart)             | 5                |
| Magyarország (Rádiós Top 40)            | 20               |
| Iceland (RÚV)                           | 10               |
| Írország (IRMA)                         | 27               |
| Izrael (Media Forest)                   | 1                |
| Olaszország (FIMI)                      | 89               |
| Hollandia (Top 40)                      | 25               |
| Hollandia (Single Top 100)              | 71               |
| Új-Zéland (Recorded Music NZ)           | 15               |
| Lengyelország (Polish Airplay Top 20)   | 5                |
| Portugália (AFP Top 100 Singles)        | 64               |
| Skócia (Scottish Singles Top 40)        | 45               |
| Szlovákia (Rádio Top 100)               | 23               |
| Szlovákia (Singles Digitál Top 100)     | 72               |
| Szlovénia (SloTop50)                    | 14               |
| Spanyolország (PROMUSICAE)              | 42               |
| Dél-Korea Nemzetközi dalok (Gaon)       | 21               |
| Svédország (Sverigetopplistan)          | 74               |
| Svájc (Schweizer Hitparade)             | 77               |
| Egyesült Királyság (UK Singles Chart)   | 39               |
| Egyesült Királyság (UK Indie Chart)     | 1                |
| US Billboard Hot 100                    | 26               |
| US Adult Alternative Songs (Billboard)  | 16               |
| US Adult Contemporary (Billboard)       | 3                |
| US Adult Top 40 (Billboard)             | 4                |
| US Mainstream Top 40 (Billboard)        | 18               |

| Lista (2017)                      | Helyezés |
| --------------------------------- | -------- |
| Ausztrália (ARIA)                 | 95       |
| Belgium (Ultratop Flanders)       | 99       |
| Lengyelország (ZPAV)              | 97       |
| Szlovénia (SloTop50)              | 42       |
| US Billboard Hot 100              | 88       |
| US Adult Contemporary (Billboard) | 3        |
| US Adult Top 40 (Billboard)       | 8        |
| US Mainstream Top 40 (Billboard)  | 50       |

## Minősítések és eladási adatok
| Régió                                                            | Minősítés  | Eladott példányszám |
| ---------------------------------------------------------------- | ---------- | ------------------- |
| Ausztrália (ARIA)                                                | arany      | 35 000‡             |
| Belgium (BEA)                                                    | arany      | 15 000*             |
| Brazília (Pro-Música Brasil)                                     | platina    | 60 000‡             |
| Kanada (Music Canada)                                            | 3× platina | 240 000‡            |
| Dánia (IFPI Denmark)                                             | platina    | 90 000‡             |
| Olaszország (FIMI)                                               | arany      | 25 000‡             |
| Mexikó (AMPROFON)                                                | platina    | 60 000‡             |
| Új-Zéland (RMNZ)                                                 | arany      | 15 000‡             |
| Egyesült Királyság (BPI)                                         | platina    | 600 000‡            |
| Egyesült Államok (RIAA)                                          | arany      | 500 000‡            |
| ‡ Eladási+streaming példányszámok kizárólag a minősítés alapján. |            |                     |

## Megjelenési történet
| Régió            | Dátum              | Formátum                | Kiadó    | For.   |
| ---------------- | ------------------ | ----------------------- | -------- | ------ |
| Egyesült Államok | 2016. november 14. | Adult album alternative | Columbia | [ 16 ] |
| Egyesült Államok | 2016. november 15. | Mainstream rádió        | Columbia | [ 17 ] |

## Fordítás
Ez a szócikk részben vagy egészben  a   Water Under the Bridge című angol Wikipédia-szócikk fordításán alapul.  Az eredeti cikk szerkesztőit annak laptörténete sorolja fel. Ez a jelzés csupán a megfogalmazás eredetét és a szerzői jogokat jelzi, nem szolgál a cikkben szereplő információk forrásmegjelöléseként.